# レインズインターナショナル
株式会社レインズインターナショナル（英: REINS INTERNATIONAL INC.）は、焼肉レストランチェーン「牛角」、しゃぶしゃぶ店「しゃぶしゃぶ温野菜」、居酒屋チェーン「甘太郎」「北海道」などを経営する日本の外食産業企業およびフランチャイザー。株式会社コロワイドの連結子会社であり、焼肉店事業においては最大手である。

## 沿革
2012年までの現法人の詳細については、レックス・ホールディングスを参照のこと。

### 初代レインズインターナショナル
- 1987年（昭和62年）6月27日 - 西山知義が国土信販株式会社を設立し、不動産賃貸管理事業を開始。
- 1996年（平成8年）1月 - 外食事業に参入し、「焼肉市場 七輪」を開店。開店当時は“本店”を名乗る現在の「三軒茶屋店」とは異なる東京都世田谷区三軒茶屋1-5-17 B1Fに所在した[注 1]。
- 1997年（平成9年）11月 - 東京都渋谷区宇田川町にて、FC1号店を開店。
- 1998年（平成10年）4月 - 株式会社レインズインターナショナル（初代）に商号を変更。
- 2000年（平成12年）12月 - 株式店頭公開（現在のジャスダック）
- 2001年（平成13年）11月 - 完全子会社として株式会社アートフードインターナショナル（後の2代目レインズインターナショナル）を設立。

### 2代目レインズインターナショナル
- 2005年5月 - 株式会社レインズインターナショナル（初代）が「株式会社レックス・ホールディングス」に商号変更し、持株会社制に移行する。同時に、完全子会社のアートフードインターナショナルに外食事業を承継させ、同社の商号を「株式会社レインズインターナショナル」（2代目）に変更する。
- 2006年（平成18年）
  - 4月 - ケータイクレジットiDの導入を開始。
  - 12月 - 親会社のレックス・ホールディングスがMBOにより上場廃止。実質的な経営権は、アドバンテッジパートナーズに移管する。
- 2012年（平成24年）10月1日 - 親会社のレックス・ホールディングスがコロワイドの連結子会社化。

### 3代目レインズインターナショナル（初代と法人格は同一）
- 2013年（平成25年）1月1日 - 親会社のレックス・ホールディングスが、事業会社の株式会社レインズインターナショナル（2代目）を吸収合併し、商号を株式会社レインズインターナショナル（3代目）に変更。
- 2015年（平成27年）1月 - コロワイドの完全子会社となる。
- 2016年（平成28年）12月1日 - 株式会社フレッシュネスの全株式をユニマットホールディングから取得。
- 2019年（平成31年）3月 - 株式会社コロワイドMDの飲食事業を承継。
- 2020年（令和2年）3月31日 - 株式会社アトム北海道の全株式を同じコロワイドグループの株式会社アトムから譲受[2][3]。
- 2023年（令和5年）9月1日 - 子会社として「株式会社Beer Thirty」を新設し、アサヒフードクリエイトから一部店舗の営業譲渡を受ける。

## 店舗業態（RIカンパニー）

### 『牛角』

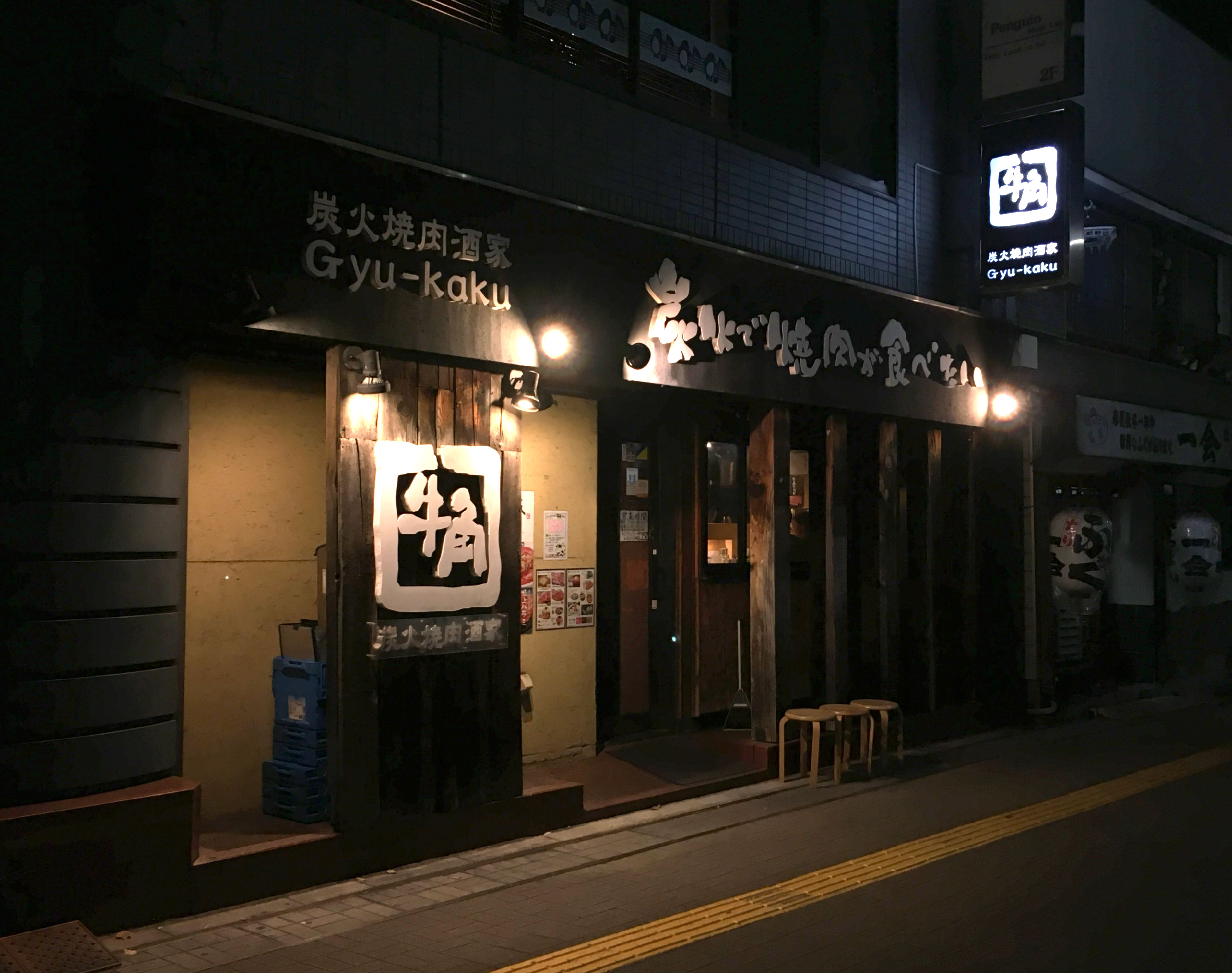
牛角（練馬店）

牛角（ぎゅうかく）は焼肉レストランチェーン。七輪を据え付けたテーブルやカウンターで焼くスタイルである。店舗運営は、主にフランチャイズ（FC）で展開され、レインズインターナショナルはその食材供給、店舗指導に注力する。812店舗を展開している（2020年3月現在）。
1996年1月、三軒茶屋に『焼肉市場 七輪』という店名で創業した。当時はあまり客が来なかったが、会計の際に300円の割り引きの代わりに店へのクレームを言ってもらい、そのクレームを改善していったところ、繁盛店となった。店名も、牛の角をアンテナに見立てて「お客様のニーズをすばやくキャッチする」という発想から1997年10月、店名を『炭火焼肉酒家 牛角』に変更した。

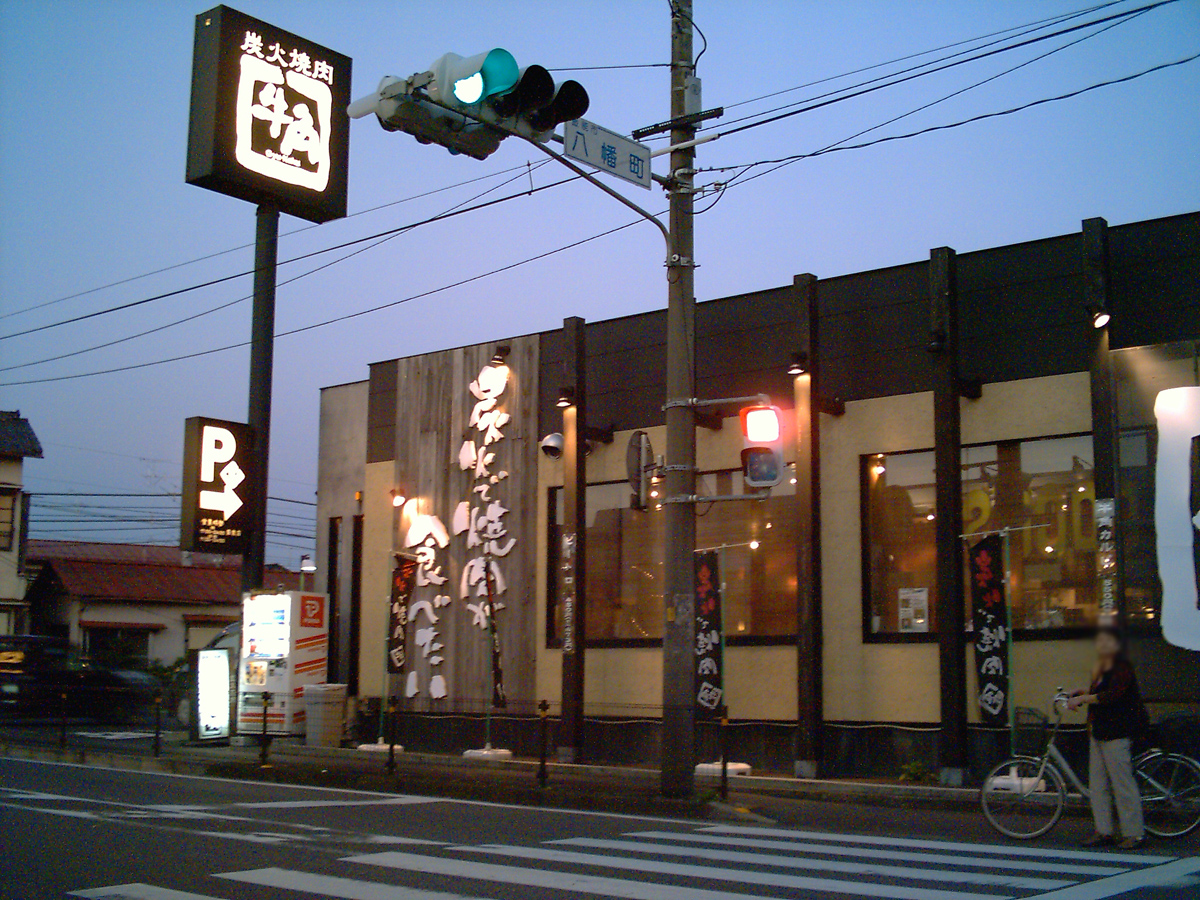
飯能店

#### 国際展開
はじめての日本国外への出店は2001年に開業したアメリカの店舗であるが、折からの日本食ブームに加え、テーブルで肉を焼くスタイルが好評を博した。日本国外には2011年8月現在、28の店舗があり、それら全店が黒字化しているという。
アメリカ合衆国ではカリフォルニア州、ハワイ州、ニューヨーク州など14州に45店舗を展開しており、 いずれも人気を得ていることから、2011年9月にはカナダ（バンクーバー）にも直営店として進出した。また、アジアでは台湾や香港、シンガポール、タイ、インドネシアなどに店舗を有する。これら積極的な国際展開により、2015年までには日本国外の店舗数を、100まで増やす計画という。

#### CM出演者
- 特捜戦隊デカレンジャー（2004年）
- つるの剛士（2010年）
- 夏美
- ふなっしー
- ハリセンボン（2016年）[6]
- ロバート（2017年 - ）
- 小池栄子
- 橋本環奈（2023年 - ）

### 『しゃぶしゃぶ温野菜』

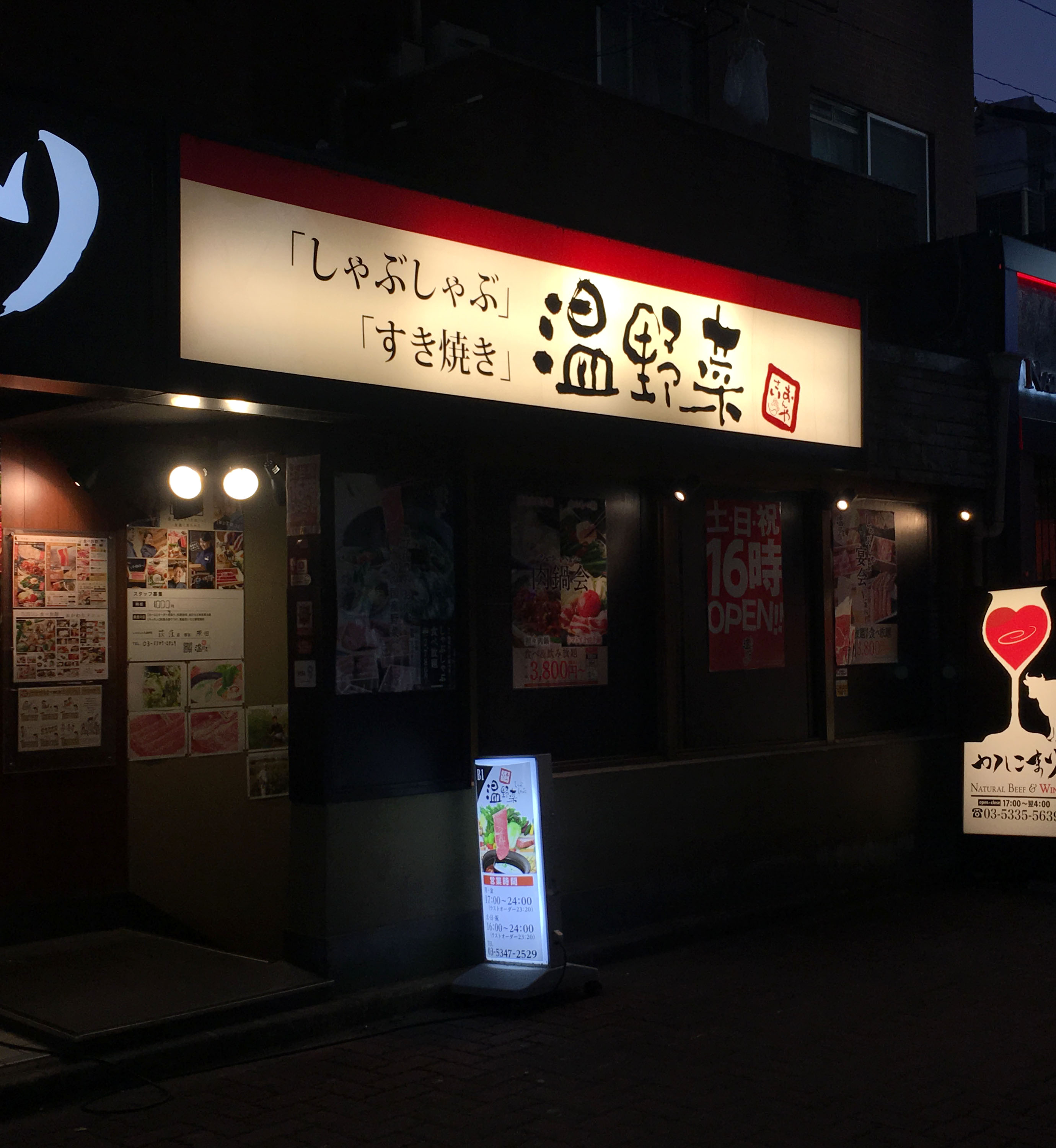
しゃぶしゃぶ温野菜（荻窪店）

しゃぶしゃぶ温野菜（しゃぶしゃぶおんやさい）は、株式会社レインズインターナショナルが展開するしゃぶしゃぶ食べ放題の飲食店業態の名称である。388店舗を展開している（2020年3月現在）。
沿革
- 2000年3月 - 「しゃぶしゃぶ温野菜」1号店をオープン。
- 2005年11月 - 「しゃぶしゃぶ温野菜」100店舗を開店。
- 2014年3月 - 海外1号店を台湾にオープン。
- 2014年7月 - シンガポール1号店オープン。
- 2015年9月 - 「しゃぶしゃぶ温野菜 北習志野店」でブラックバイト事件が発生。
- 2020年7月　- 「しゃぶしゃぶ温野菜 郡山新さくら通り店」で爆発事故が発生[7]。

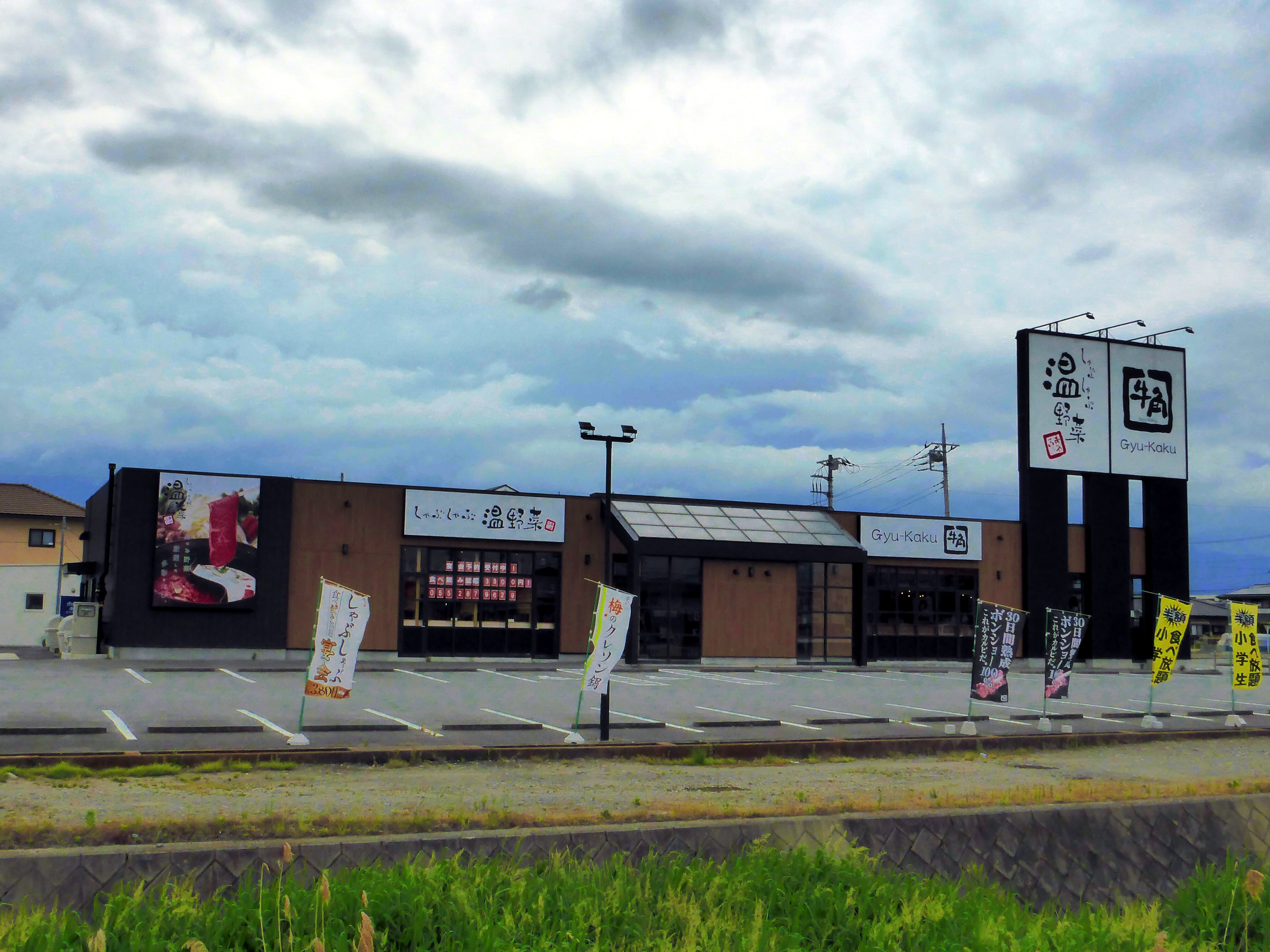
田富リバーサイド店（牛角との併設店舗）

### 『居酒家 土間土間』

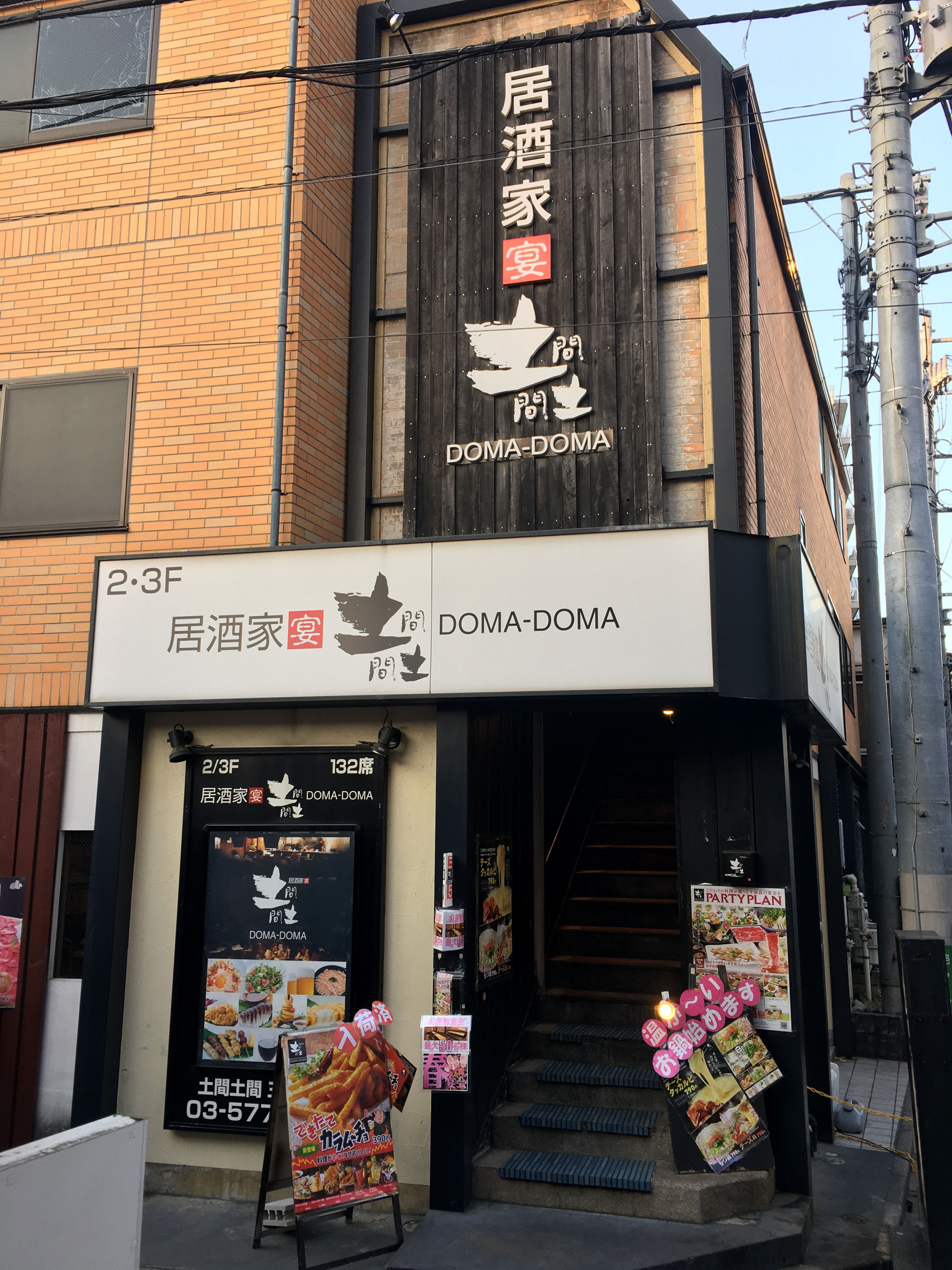
土間土間（三軒茶屋店）

居酒家 土間土間（いざかやどまどま、DOMA-DOMA）は、株式会社レインズインターナショナルが展開する居酒屋チェーン店の名称である。和風に異国情緒的を取り入れた店内デザインを特徴として、女性客獲得に傾注している。121店舗を展開している（2020年3月現在）。
沿革
- 2001年 - 東京都新宿区歌舞伎町に土間土間 新宿歌舞伎町店を開店する。
- 2004年 - 全国100店舗に到達する。

営業詳細
店舗や商品メニューなどは、下記webサイトに詳しい。

### 『かまどか』

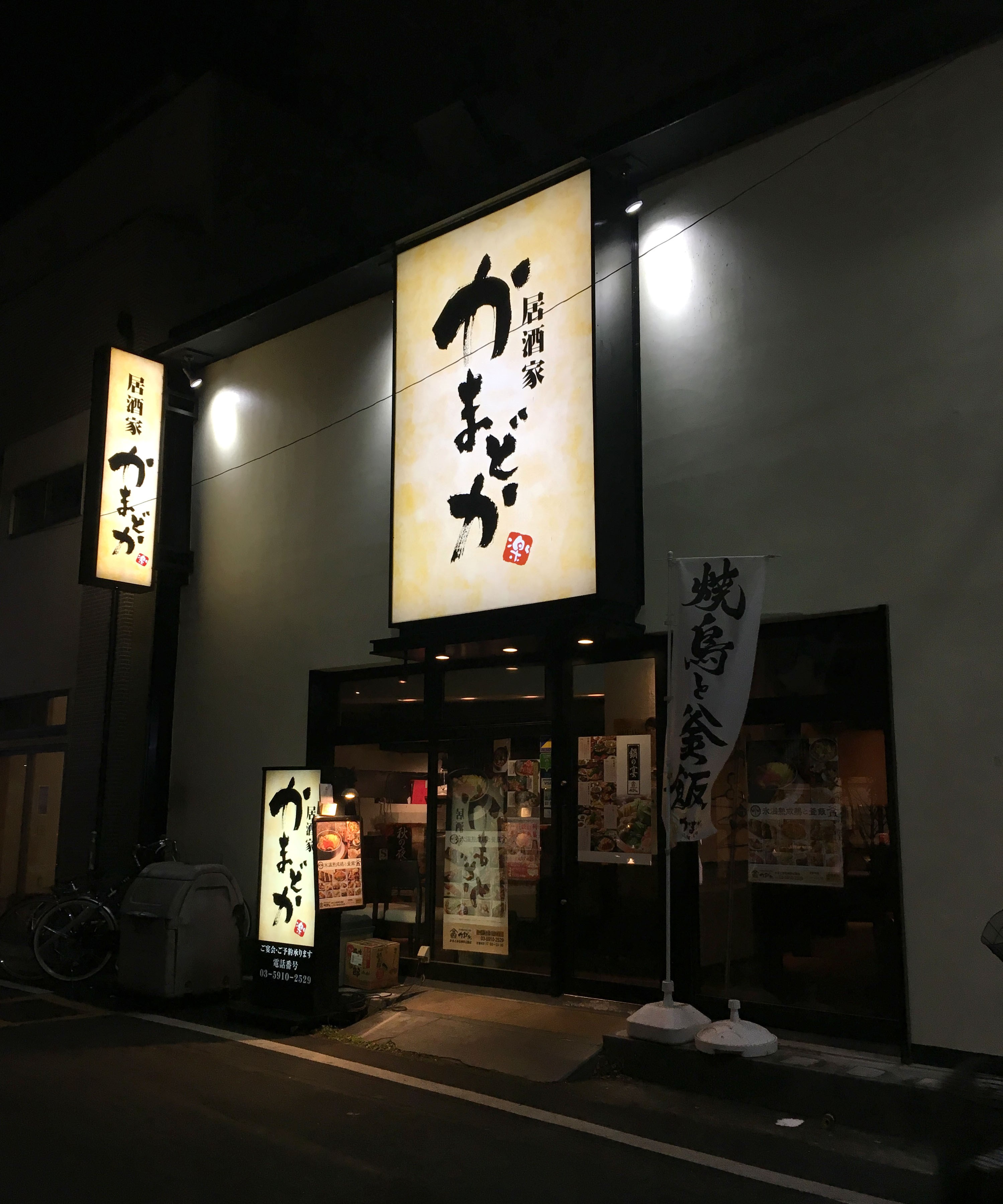
かまどか（石神井公園店）

居酒家かまどかは「かまどの火」を名前の由来とする居酒屋業態の名称である。看板メニューの釜飯ほか和食を中心とした料理を提供する。50店舗を展開している（2020年3月現在）。
- 2003年11月 - 「かまどか」1号店オープン。
- 2004年4月 - 「かまどか」FC1号店オープン。

## 店舗業態（CWカンパニー）

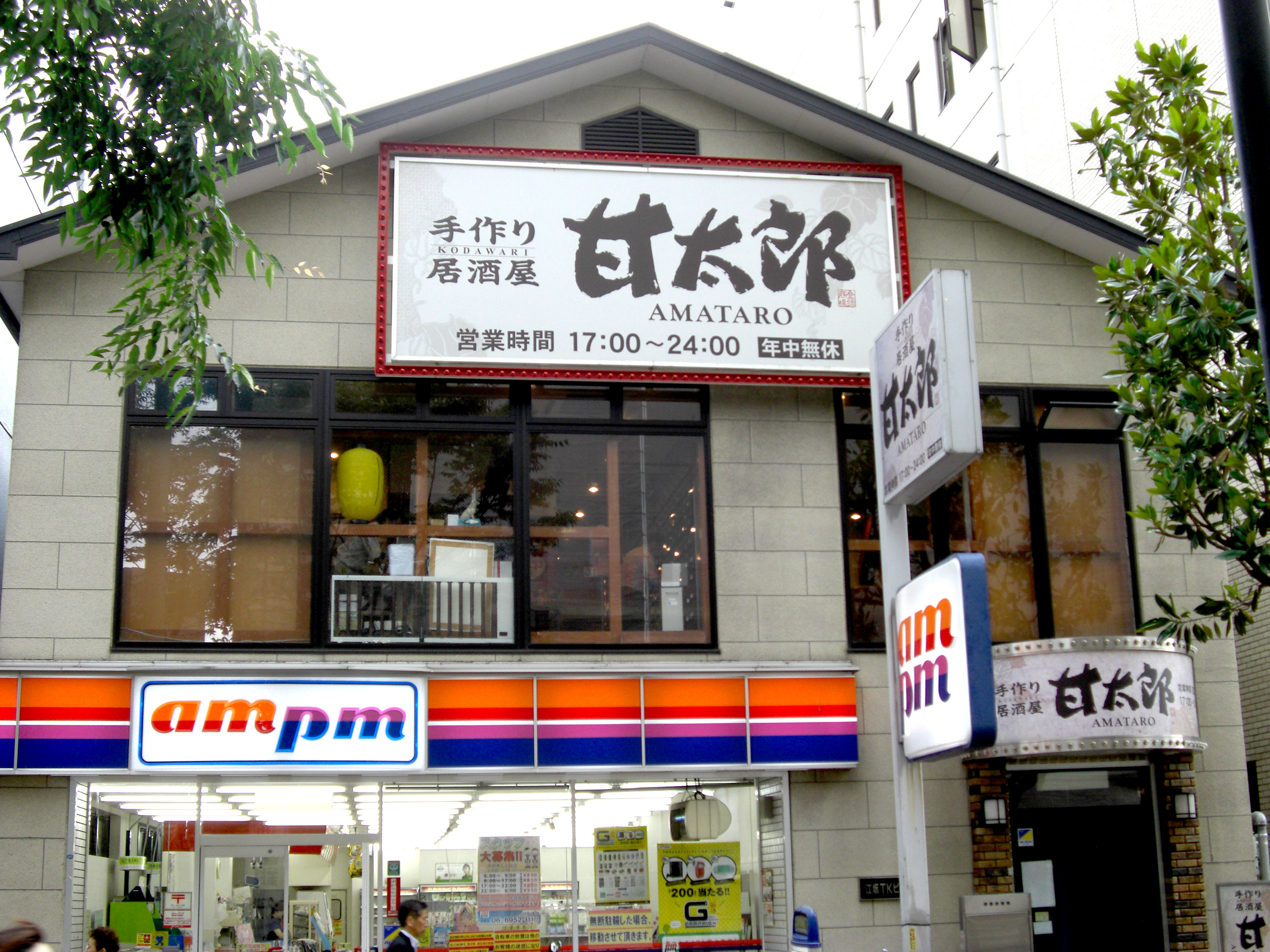
甘太郎（江坂店）
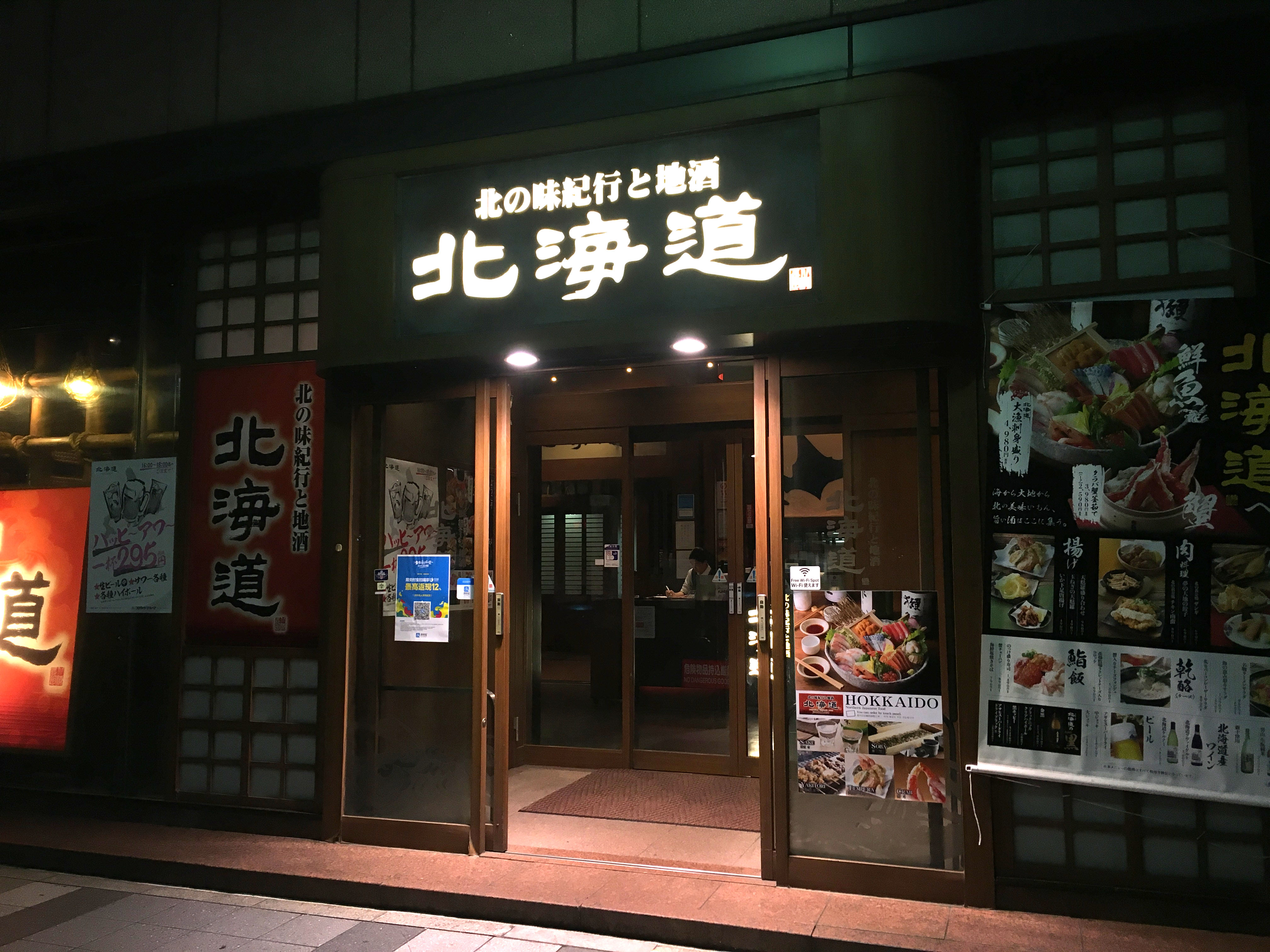
北海道（八重洲店）
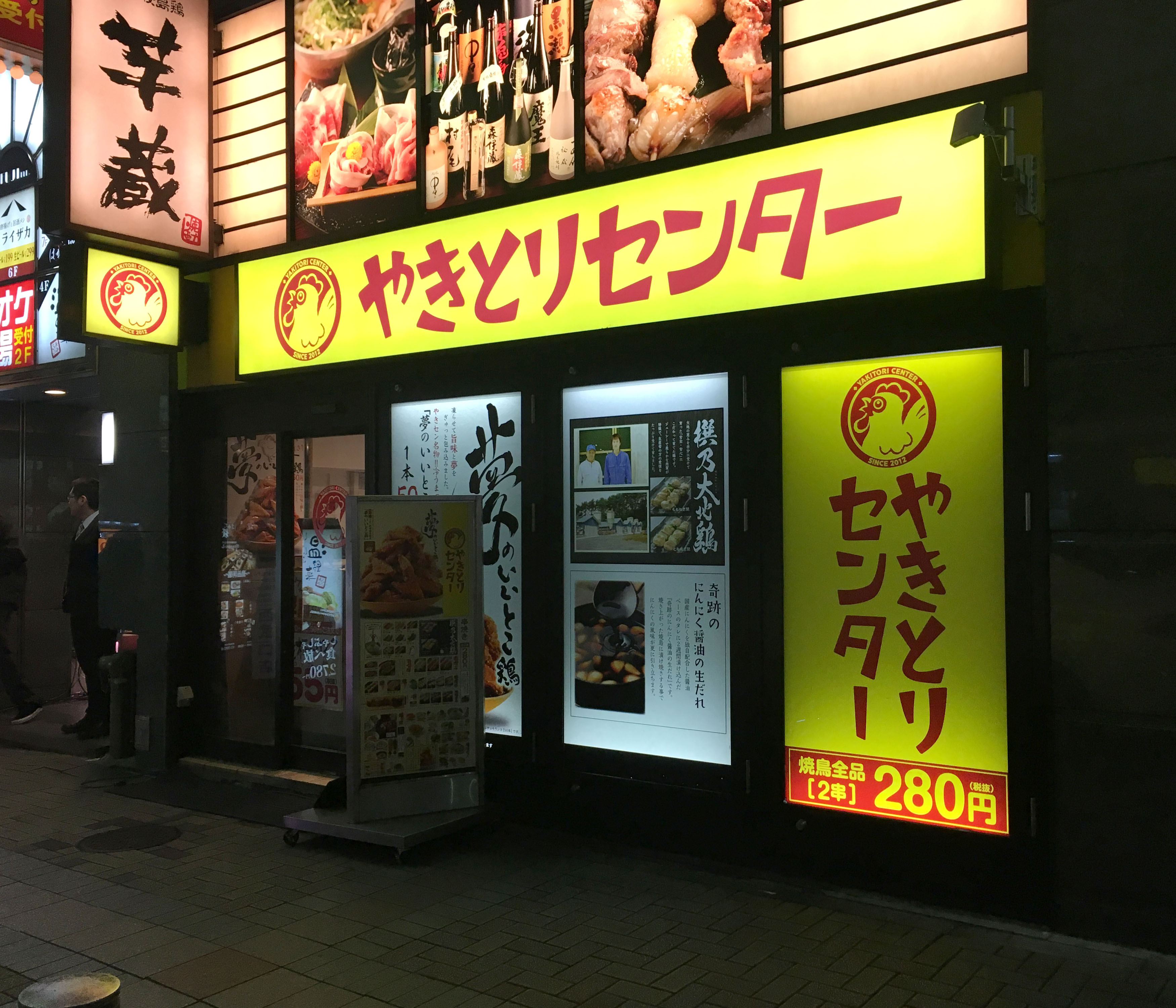
やきとりセンター（池袋東口駅前店）
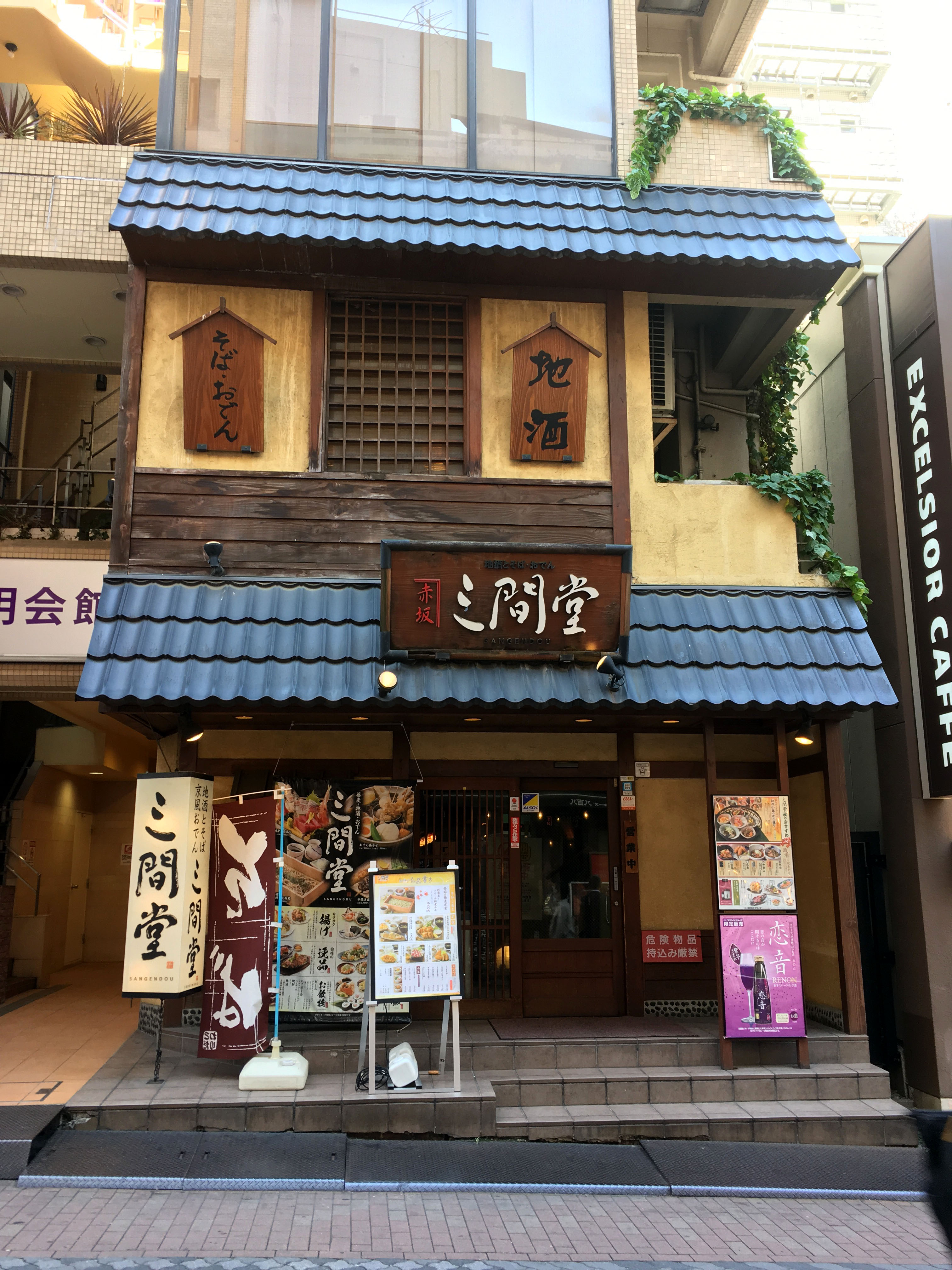
三間堂（赤坂店）
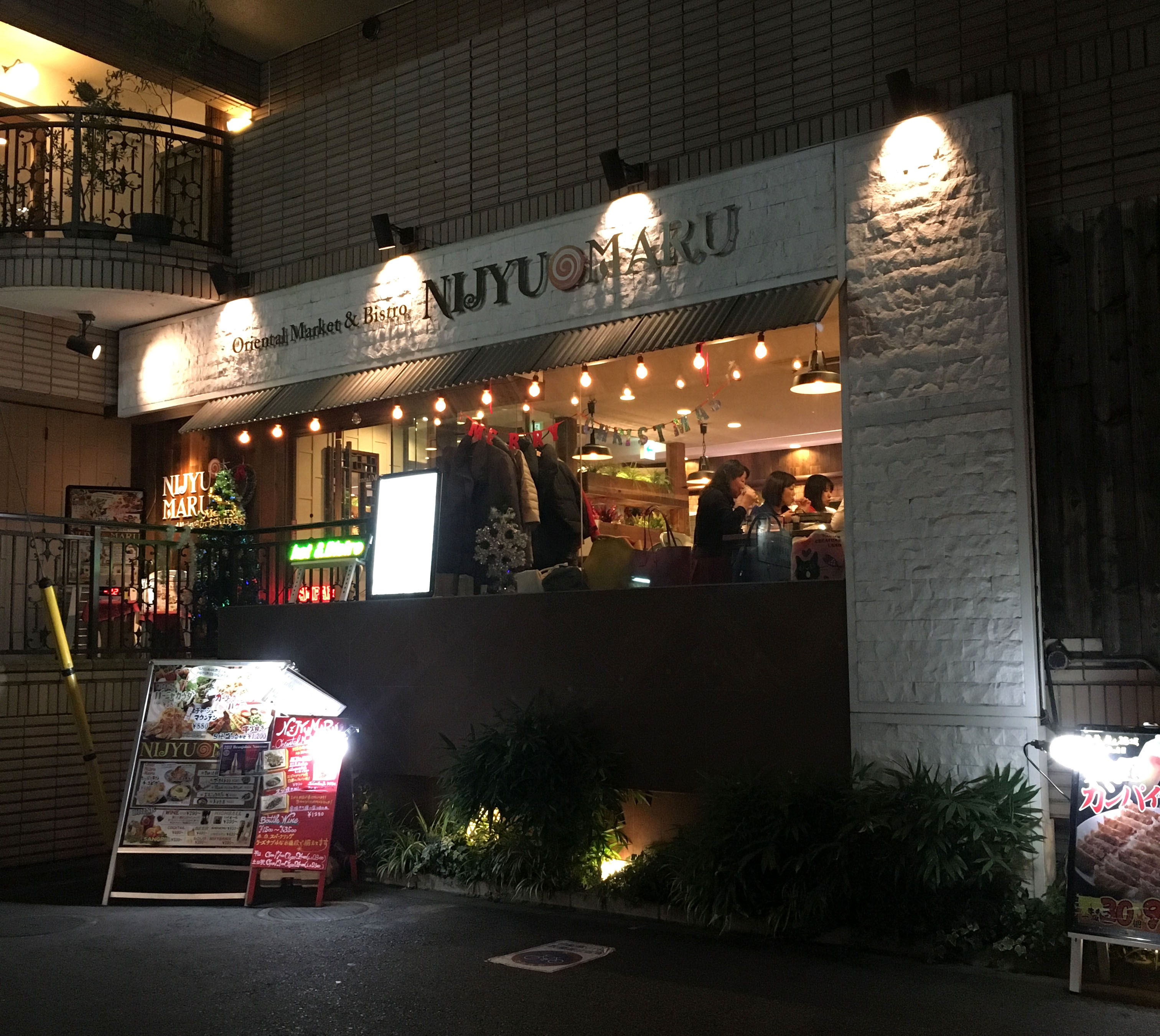
NIJYU-MARU（二子玉川店）
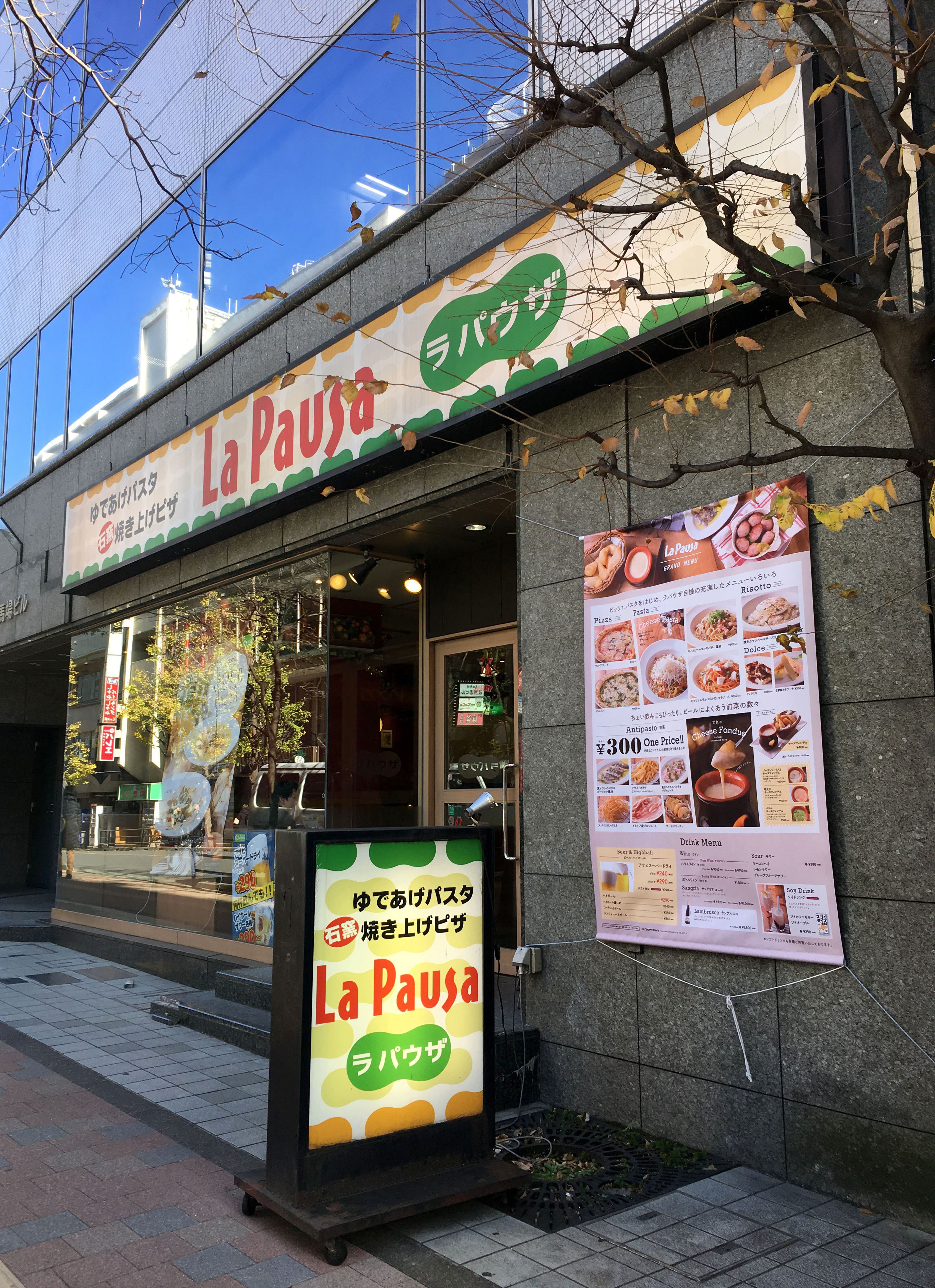
ラ・パウザ（高田馬場店）

- 手作り居酒屋 甘太郎 - 居酒屋チェーン。関東地方を中心に北海道・東海・関西に40店舗。
- 北の味紀行と地酒 北海道 - 居酒屋チェーン。元々は平成フードサービスが展開していた店舗。首都圏を中心に50店舗。
- やきとりセンター - 焼き鳥をメインとした低価格居酒屋チェーン。首都圏に40店舗。
- 地酒とそば・京風おでん 三間堂 - 和食メインの居酒屋チェーン。東京・神奈川・大阪に21店舗。
- 遊食三昧 NIJYU-MARU - 無国籍料理をメインとした居酒屋チェーン。関東・東海に29店舗。
- ゆであげパスタ&焼き上げピザ ラパウザ - イタリアンレストラン。北海道・東北・関東・関西に35店舗。

## 労働問題・不祥事・事件・事故

### 食中毒事件
2011年6月、富山県の「牛角高岡店」（高岡市）で食事をした20人が腹痛や下痢など症状を訴え、検査の結果、15人から腸管出血性大腸菌（O157）が検出された。この時、ユッケ等の生食用の肉は提供されていないがサラダが提供されており、生肉と生野菜を同じ調理器具で扱った為にO157が付着したのではないかとニュース等で報道された。その為、県は同店に対して3日間の営業停止処分を与えた。
2025年2月、北海道の「牛角岩見沢店」（岩見沢市）で食事をした35人が下痢や嘔吐などの症状を訴え、検査の結果、一部からノロウイルスが検出された。同店は20日から営業を自粛し、清掃や消毒などの措置を取っていることが確認されたため、道は営業停止命令は行わないと判断した。

### アルバイト店員への暴行・脅迫・殺人未遂事件
2015年9月10日、ブラックバイトユニオンは「しゃぶしゃぶ温野菜 北習志野店」で勤務していた大学生が、幹部からのパワハラ、アルバイト店員としての残業代の未払い、時間外労働の強制、落ちた食材などの弁済を強いられるとして、レインズインターナショナルに対し団体交渉を申し入れた。
給仕した際に「ミスをした」としてアルバイト店員が総額10万円以上の購入を強いられ、当該店舗の店長が労働時間を改竄するなどの不正を行い、長時間にわたる時間外労働での賃金が未払いであり、退職時に店長から4,000万円の損害賠償を示唆されたと、アルバイト店員側は主張した。
また、店長によって「家に行くぞ」「殺してやる」「辞めるなら懲戒免職にする。懲戒免職で就職できなくなる」などと脅迫されたとする通話記録の秘密録音が、YouTubeで公開された。労働組合側がYouTubeで公開している暴言の音声データついて、店長本人の声であると、レインズ社の広報担当者が認めた。
その一方で、4カ月間の連続勤務や12時間勤務を強いたことはなく、最低賃金を割っておらず、4,000万円の損害賠償を求めた事実はない、などとレインズ社は主張した。9月14日、レインズインターナショナルは具体的な解決方法を決定する権限はないとして、労働組合との団体交渉を拒否した。
2016年6月、北習志野店でアルバイトをしていた男子大学生が、フランチャイズ「DWE Japan株式会社（社長：川井直）」に対し、殺人未遂罪を含む訴訟を千葉地方裁判所に申し立てた。他、殺害を仄めかし被害男性アルバイトの首を絞める、腕や左胸を包丁で刺すなどの行為で千葉県警察に告訴状を提出した。
そして、2016年11月28日、その男子大学生に暴行・脅迫を行った店舗の元スタッフが暴行罪・脅迫罪・殺人未遂罪などで千葉県警に逮捕された。2017年11月、被害男性は賃金未払いと慰謝料を含めた約800万円の支払いを求め運営会社を訴えた判決が千葉地裁（小浜浩庸裁判長）で開かれ和解が成立。元店長と元従業員は告訴され、暴行罪などで罰金刑が確定。

### 店舗ガス爆発事故
2020年7月30日、「しゃぶしゃぶ温野菜 郡山新さくら通り店（福島県郡山市、フランチャイズ店舗）」にてガス爆発が発生。改装工事の現場監督で仙台市の設計施工会社の男性会社員が死亡、周辺の銀行ATMや企業、試験を行っていた高校、病院、リハビリ施設にも被害が及び、19人が重軽傷を負った。店舗は新型コロナウイルスの影響で4月22日をもって休業しており、営業再開を前に改装工事を行っていた。福島県警察と郡山地方広域消防組合は、ガス爆発とみて調査中。

## テレビ番組
- 日経スペシャル ガイアの夜明け 戦国グルメ夏の陣　〜新興外食チェーンの野望〜（2003年7月8日、テレビ東京）[23]。